# Abrahám Červený
Abraham Červený (z Hlohovce) (jiné názvy: Abraham Ryšavý, Abraham Rúfus, Abraham Rufus; 1278–1325) byl uherský velmož, pocházející pravděpodobně z rodu hradních jobagiónů. Byl synem Meynoltha.

## Životopis
Abraham byl familiářem svatojurské větve rodu Huntovcov-Poznanovců, od roku 1292 Matúše Čáka Trenčanského (od roku 1297 byl jeho taverníkem). Ve stejném roce bránil Bratislavský hrad proti útoku Köszegiovcov (tj. pánů z Kysaku) a podařilo se mu dobýt Plavecký hrad. V letech 1292 – 1296 působil jako bratislavský podžupan. Od uherského krále Ondřeje II. dostal hrad Holíč, později i hrad Branč s odpovídajícími panstvími. Když mu Matúš Čák Trenčanský sáhl na majetky, přestal ho podporovat a přešel na stranu Karla I. Roberta.